# Bundesgymnasium für Slowenen
Das BG und BRG für Slowenen (slowenisch ZG in ZRG za Slovence) ist ein mehrsprachiges Bundesgymnasium und Bundesrealgymnasium in Klagenfurt am Wörthersee. Es ist die einzige Allgemeinbildende Höhere Schule mit slowenischer Unterrichtssprache in Österreich.

## Profil
Eine zentrale Aufgabe des BG und BRG für Slowenen (umgangssprachlich Slowenisches Gymnasium) ist es, Mitgliedern der Volksgruppe der Kärntner Slowenen eine muttersprachliche Gymnasialausbildung anzubieten. Es bietet sowohl Slowenen als auch Nicht-Slowenen Unterricht in slowenischer Unterrichtssprache an. Daneben gibt es seit dem Jahr 1999 viersprachige Kugyklassen (nach Julius Kugy) in denen der Unterricht in den Sprachen Slowenisch, Deutsch, Englisch und Italienisch erfolgt. Die Matura weist in der Schule Slowenisch, Deutsch und Mathematik als Pflichtgegenstände auf.
Die Schule nimmt am Projekt der UNESCO-Schulen teil.

## Geschichte
Die Schule wurde im Jahr 1957 gegründet und war anfangs als Nachmittagsschule in den Räumlichkeiten des Gymnasiums Lerchenfeldstraße untergebracht.
Im Jahr 1975 bezog man das heutige unter Denkmalschutz stehende Gebäude in der Ebenthaler Straße (heutige Adresse: Prof.-Janežič-Platz, nach Anton Janežič). Die künstlerische Innengestaltung oblag Valentin Oman. Seit dem Jahr 1990 teilt man sich das Gebäude mit der zweisprachigen Bundeshandelsakademie Klagenfurt. Im Jahr 1995 erfolgte ein Umbau. Im Jahr 1999 wurden die ersten „Kugyklassen“ gestartet. Im Jahr 2004 wurde der Schule der „EUROPTIMUS-Preis“ verliehen und im Jahr 2005 das Zertifikat „Europäischer Frühling“.

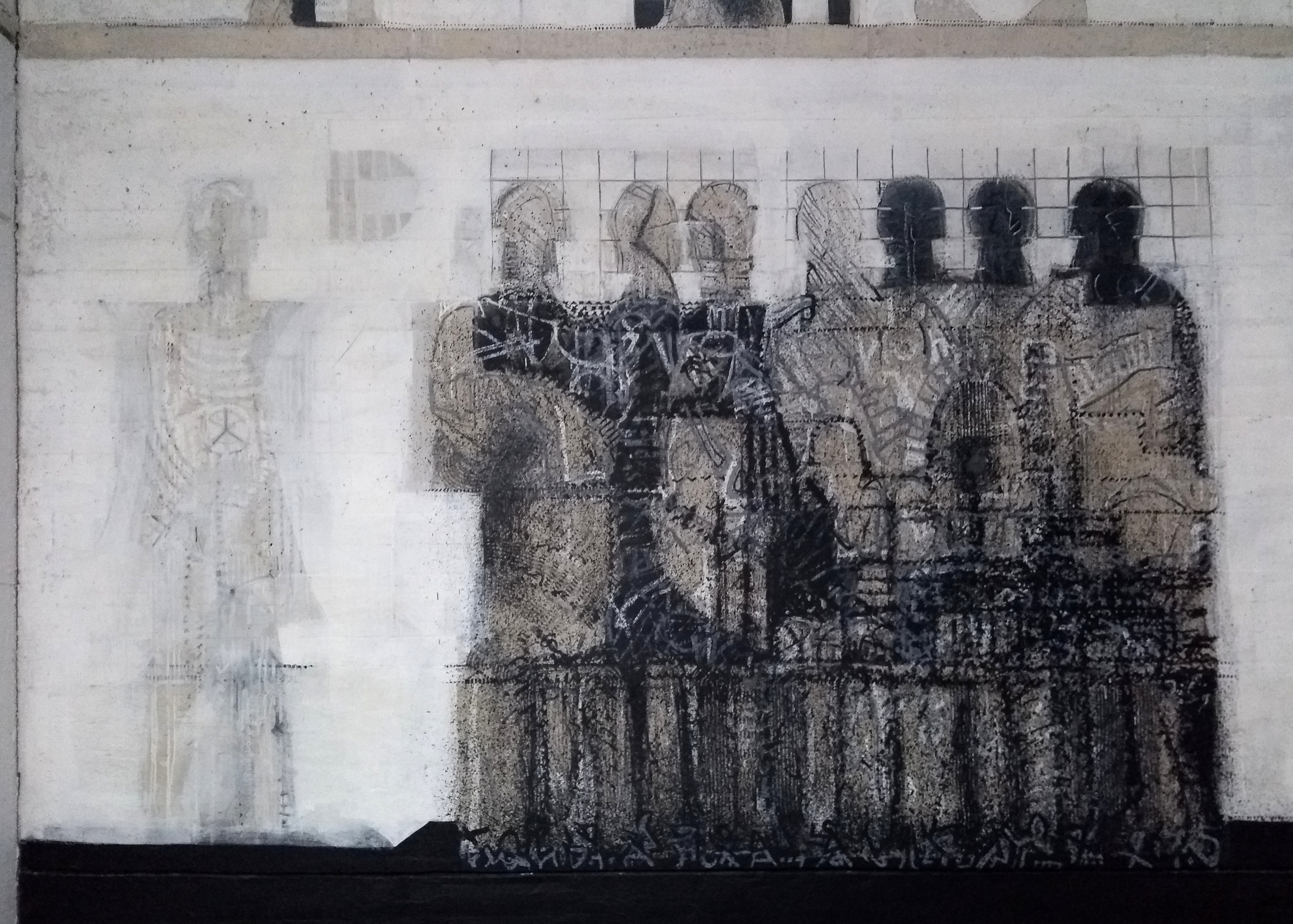
Wandbemalung von Valentin Oman (Ausschnitt)
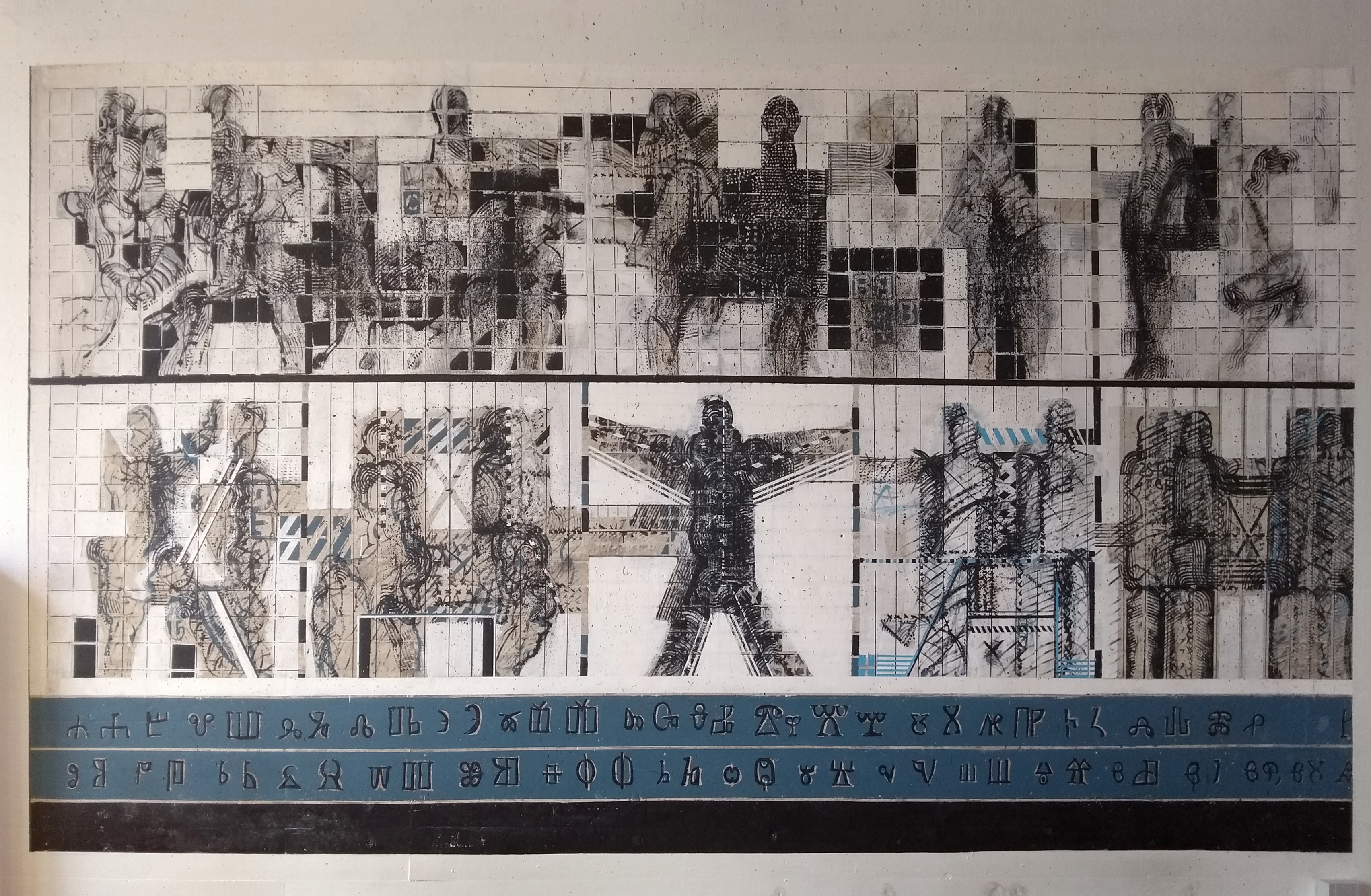
Wandbemalung von Valentin Oman (Aula)

Bis ins Jahr 2011 konnten etwa 1800 Schüler zur Matura geführt werden.

## Schüler
- Ana Blatnik (* 1957), Politikerin (SPÖ)
- Katja Gasser (* 1975), Literaturkritikerin und Redakteurin
- Maja Haderlap (* 1961), Schriftstellerin
- Valentin Inzko (* 1949), Diplomat
- Ludwig Karničar (* 1949), Slawist
- Franc Kattnig (* 1945), Verleger, Autor und Journalist
- Alois Kraut (* 1957), Jurist, Diplomat, Botschafter der Republik Österreich
- Zalka Kuchling (* 1961), Politikerin (Grüne)
- Cvetka Lipuš (* 1966), Lyrikerin
- Monika Matschnig (* 1974), Sportlerin
- Angelika Mlinar  (* 1970), Politikerin (NEOS, SAB)
- Tomaž Ogris (* 1946),  Redakteur
- Julijan Smid (* 2003), Skispringer
- Helena Verdel (* 1961), Publizistin
- Olga Voglauer (* 1980), Politikerin (Grüne)
- Cornelia Vospernik (* 1969), Fernsehjournalistin
- Rudolf Vouk (* 1965), ehemaliger Politiker
- Sabina Zwitter-Grilc (* 1967), Journalistin und Dokumentarfilmerin

## Lehrer

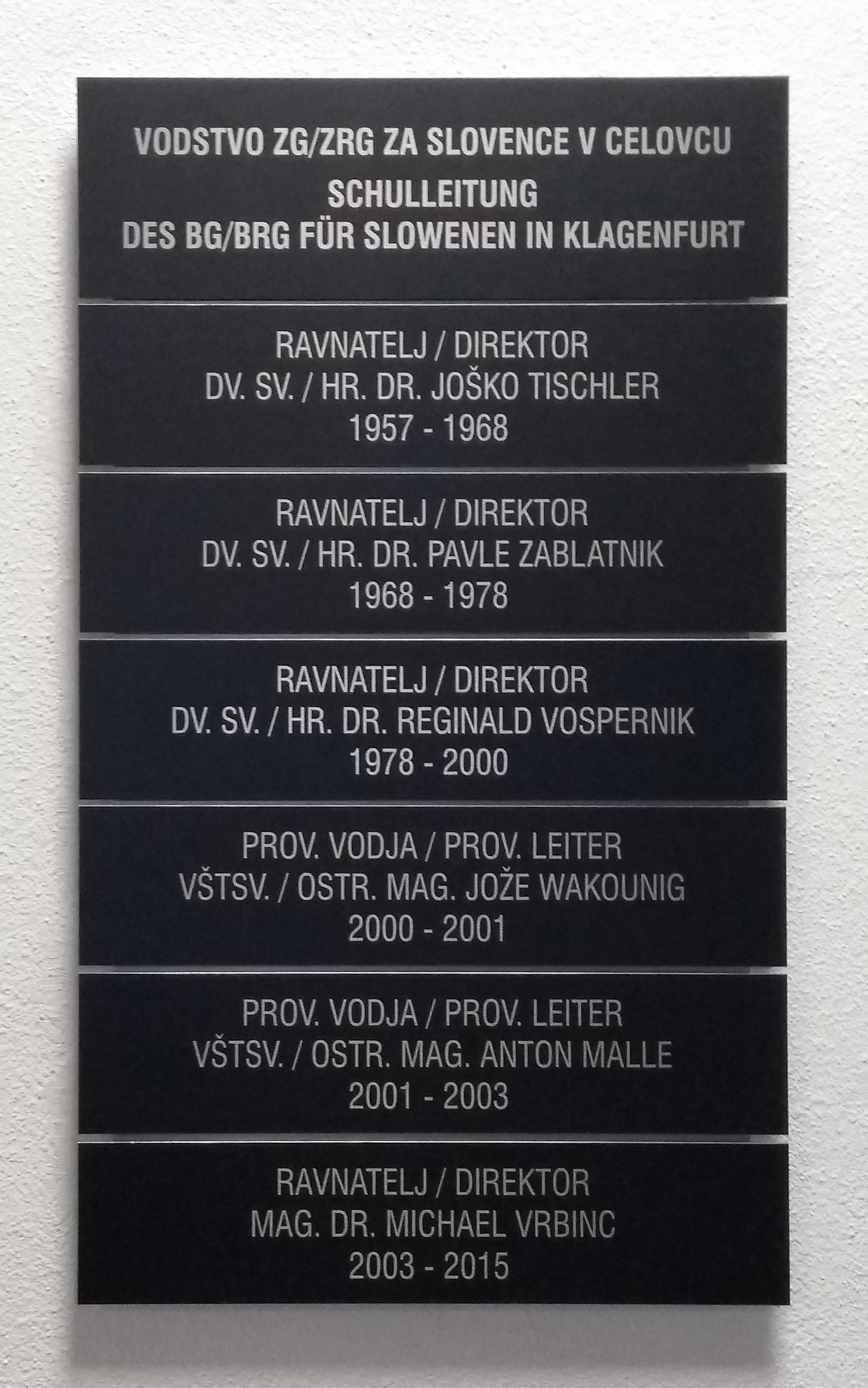
Tafel der Schulleiter in der Aula

- Zalka Kuchling (* 1961), Politikerin (Die Grünen)
- Joško Tischler (1902–1979), Politiker
- Reginald Vospernik (* 1937)
- Pavle Zablatnik (1912–1993), Geistlicher und Ethnologe